# Agonita foveicollis
Agonita foveicollis là một loài bọ cánh cứng trong họ Chrysomelidae. Loài này được Chen & Tan miêu tả khoa học năm 1962.